# Stilpnus oligomerus
Stilpnus oligomerus là một loài tò vò trong họ Ichneumonidae.